# Macrosteles ramosus
Macrosteles ramosus är en insektsart som beskrevs av Ribaut 1952. Macrosteles ramosus ingår i släktet Macrosteles och familjen dvärgstritar. Inga underarter finns listade i Catalogue of Life.